# Peloroplites
Peloroplites là một chi khủng long, được Carpenter Bartlett Bird & Barrick mô tả khoa học năm 2008.